# Знайомство зі спартанцями
«Знайомство зі спартанцями» (англ. Meet the Spartans) — американський пародійний комедійний фільм 2008 року режисерів і сценаристів Джейсона Фрідберга й Аарона Зельтцера. Центральною темою пародії є історичний бойовик «300 спартанців» 2006 року, проте у фільмі також висміюються різні телевізійні програми, культурні події та зірки шоу-бізнесу, і згадуються реальні люди. 

## Сюжет
Цар Спарти Леонід здійснив багато подвигів і по праву став королем свого народу, але на Спарту рухається нова загроза, куди страшніша, ніж раніше. Ксеркс — бог, який став правителем Персії, намірився розширити кордони імперії і пішов війною на Грецію. Леонід відбирає найпривабливіших воїнів (за винятком одного, якому довелося підмалювати кубики преса) і рухається з ними назустріч ворогу.
Королева Марго чекає повернення чоловіка і готова піти на все, щоб той вчасно отримав підкріплення. Підступний Предателюс користується моментом і домагається симпатії пані, попутно підставляючи царя. Спартанці і перси в незвичайній манері проводять битви, то змагаючись у вмінні танцювати, то влаштовуючи конкурс на краще образу «твоєї мами». Однак за зброю їм узятися все одно доведеться, і тоді полетять голови, як прихильників Леоніда, так і поплічників Ксеркса.

## У ролях
- Шон Магуайр — Цар Леонід
- Кармен Електра — Королева Марго
- Кен Давітян — Ксеркс
- Кевін Сорбо — Капітан, улюбленець Леоніда
- Дідрих Бадер — Предателюс
- Method Man — емісар персів
- Джареб Доплес — Діліо
- Тревіс Ван Вінкл — Синіо, син Капітана
- Філл Моріс — посланець
- Джим Піддок — вірнопідданий, Саймон Ковелл
- Ніколь Паркер — Пола Абдул, Брітні Спірс, Еллен Дедженерес, Періс Гілтон
- Емілі Вілсон — Ліндсі Лохан
- Мартін Клебба — Пінгвін
- Тім Конноллі — спартанський солдат # 1
- Кріс Генн — спартанський солдат # 2
- Робін Аткін Даунс — оповідач
- Чез Сміт — перський солдат
- Тео Кіпрі — Примарний гонщик
- Майкл Арнона — спартанський гладіатор
- Джим Ніб — Джордж Вокер Буш